# New Passage
New Passage – osada w Anglii, w hrabstwie ceremonialnym Gloucestershire, w dystrykcie (unitary authority) South Gloucestershire. Leży 14 km na północ od miasta Bristol i 175 km na zachód od Londynu.